# اشرف مراغه‌ای
اشرف‌الدین حسین بن حسن مراغه‌ای مشهور به اشرف مراغه‌ای و درویش اشرف (؟ - ۱۴۶۰م/ ۸۶۴ ق) شاعر فارسی‌زبان ایرانی در سدهٔ نهم هـ/  پانزدهم م بود.

## زندگی
حسین بن ابوعلی حسن مراغه‌ای در سالی نامعلوم در مراغه در خانواده‌ای شریف‌تبار زاده شد. به خدمت پیر بوداق فرزند جهانشاه قراقویونلو درآمد و در نزد وی بسیار گرامی بود. در سرودن، علاوه بر غزلیات و قصاید که چهار دیوان است، خمسه‌ای به مانند خمسهٔ نظامی به نظم درآورد.

اشرف مراغه‌ای با شاه نعمت‌الله ولی معاصر و معاشر بوده‌است و در رثای او قصیده و ماده‌تاریخی سرود. او را شاعری «نیک‌سیرت و بلندهمت» می‌دانستند که از «تملق» دوری می‌کرد و با اینکه از نزدیکان شاهزاده پیر بوداق خان بود، اما مدیحه‌ای برای او نسرود.

در سال‌های پایانی عمر عزلت گزید و به تصوف گرایید و در ۱۴۶۰م/ ۸۶۴ ق در زادگاهش درگذشت. نظمی تبریزی در اثرش دویست سخنور به تاریخ ۱۹۷۶م/ ۱۳۹۶ ق ذکر نموده که دیوان خطی اشرف مراغه‌ای در کتابخانه‌های معتبر موجود است.